# Яфит
Яфит (ивр. יָפִית‎, что в переводе значит Красивая) — израильское поселение на Западном берегу реки Иордан. Муниципально относится к региональному совету Арвот-ха-Ярден. Основано в 1980 году. Поселение было названо в чести Йоси Яфе, командира десантников, погибшего на Синае.

## История
Яфит был возведён в 1980-х годах в каменистой пустыне на месте, которое привлекло внимание израильтян своей красотой. Поселение было построено как сельскохозяйственное, но развить его в этом направлении не удалось, так как у основателей поселения не было опыта сельскохозяйственной деятельности.
В 1992 году к основателям поселения присоединились евреи, совершившие алию из стран бывшего Советского Союза.
Сейчас население в основном работает вне поселения, кроме небольшого числа жителей, которые занимаются выращиванием фиников, упаковкой цветов и выращиванием скота внутри поселения.
Среди жителей имеются как светские, так и религиозные.

## Население
По данным Центрального статистического бюро Израиля, население на начало 2020 года составляло 202 человека.